# Husain al-Sayyad
Husain Ali al-Sayyad (arabisch حسين علي السيد, DMG Ḥusain ʿAlī as-Sayyid; * 14. Januar 1988 im Bahrain) ist ein bahrainischer Handballspieler, der für die bahrainische Handballnationalmannschaft spielt.

## Karriere
Husain al-Sayyad spielte auf Vereinsebene beim saudi-arabischen Klub al-Wahda. Zuvor lief der Kreisläufer unter anderem für die Vereine al-Shabab, al-Noor und al-Najma auf. Beim IHF Super Globe 2022 lief er für den Verein Khaleej Club auf.
Husain al-Sayyad nahm an der Weltmeisterschaft 2011 in Schweden teil, bei der Bahrain den vorletzten Platz belegte. Mit insgesamt 35 Treffern war er der torgefährlichste Akteur der bahrainischen Auswahl. Erst sechs Jahre später folgte die nächste Teilnahme an der Weltmeisterschaft in Frankreich, welche Bahrain erneut auf dem vorletzten Platz beendete. Husain al-Sayyad warf mit 26 Toren wiederum die meisten Treffer für Bahrain. Die Weltmeisterschaft 2019 in Dänemark und Deutschland schloss er mit Bahrain auf dem 20. Platz ab, das bislang beste Ergebnis bei einer Weltmeisterschaft. 2021 zog Bahrain bei der Weltmeisterschaft mit einer Vorrundenbilanz von einem Sieg und zwei Niederlagen in die Hauptrunde ein. Husain al-Sayyad trug sich beim Sieg gegen die Demokratische Republik Kongo neun Mal in die Torschützenliste ein. Nachdem Bahrain anschließend alle Hauptrundenspiele verloren hatte, belegte das Team den 21. Platz von 32 Mannschaften. Bei der Weltmeisterschaft 2023 war er mit 30 Toren in sechs Spielen bester Werfer seiner Mannschaft, die das Turnier auf dem 16. Platz beendete.
Husain al-Sayyad trug gemeinsam mit der Schwimmerin Noor Yusuf Abdulla die bahrainische Fahne bei der Eröffnungsfeier der Olympischen Sommerspiele 2020. Beim olympischen Turnier erreichte er mit seiner Mannschaft das Viertelfinale. Husain al-Sayyad erzielte im Turnierverlauf insgesamt 25 Treffer.
Die IHF sanktionierte im Februar 2024 fünf Spieler Bahrains, darunter Husain al-Sayyad, der für zwölf Monate von nationalen und internationalen Spielen ausgeschlossen wurde, für Vorkommnisse im Halbfinalspiel Bahrains gegen Japan bei der in Bahrain ausgetragenen Asienmeisterschaft 2024. Nachdem der Court of Arbitration of Sports die Sperre vorläufig aufgehoben hatte, konnte al-Sayyad am olympischen Qualifikationsturnier im März 2024 teilnehmen.